# Mouhamadou-Naby Sarr
Mouhamadou-Naby Sarr (Marseille, 13 augustus 1993) is een Frans voetballer die bij voorkeur als centrale verdediger speelt. Hij verruilde in juli 2015 Sporting Lissabon voor Charlton Athletic, dat circa €2.500.000,- voor hem betaalde.

## Clubcarrière
Sarr komt uit de jeugdopleiding van Olympique Lyon. Op 8 november 2012 debuteerde hij in de Europa League tegen het Israëlische Hapoel Ironi Kiryat Shmona. Hij opende na 15 minuten de score, waarna de wedstrijd eindigde in 2-0 in het voordeel van Lyon.

## Clubstatistieken
| Seizoen | Club              | Land      | Competitie    | Wed. | Doelp. |
| ------- | ----------------- | --------- | ------------- | ---- | ------ |
| 2012/13 | Olympique Lyon    | Frankrijk | Ligue 1       | 0    | 0      |
| 2013/14 | Olympique Lyon    | Frankrijk | Ligue 1       | 2    | 0      |
| 2014/15 | Sporting Lissabon | Portugal  | Primeira Liga | 8    | 0      |
| 2015/16 | Charlton Athletic | Engeland  | Championship  | 12   | 1      |
| 2016/17 | → Red Star FC     | Frankrijk | Ligue 2       | 22   | 2      |
| 2017/18 | Charlton Athletic | Engeland  | League One    | 19   | 0      |
| 2018/19 | Charlton Athletic | Engeland  | League One    | 17   | 1      |
| Totaal  | Totaal            | Totaal    | Totaal        | 80   | 4      |

## Interlandcarrière
Sarr kwam uit voor diverse Franse nationale jeugdselecties. Hij debuteerde in 2013 voor Frankrijk -21.